# ژان مارک اودمار
ژان مارک اودمار (انگلیسی: Jean-Marc Audemar؛ زادهٔ ۱۵ اوت ۱۹۷۱) بازیکن فوتبال اهل فرانسه است.